# 杉浦圭子
杉浦 圭子（すぎうら けいこ、旧姓・清水、1958年11月20日 - ）は、日本のフリーアナウンサー。元日本放送協会アナウンサー。

## 経歴・人物
- 広島県広島市安佐南区出身。広島市立八木小学校、広島女学院中学校・高等学校を経て早稲田大学第一文学部国文学科卒業後、1981年日本放送協会入局。小学校では放送委員会、中学校では放送部、大学ではアナウンス研究会に所属。
- 入局後は数多くのジャンルの番組を担当。特に1988年の『第39回NHK紅白歌合戦』では、女性で初めて『NHK紅白歌合戦』の総合司会を務めた[1]
- 自らが被爆2世であることから平和への思いは強く、被爆者、平和活動のグループなどの取材を精力的にこなし、伝えることの大切さを学ぶ。また広島東洋カープファンでも知られる。趣味は宝塚観劇。
- 大学時代に『週刊朝日』（1980年11月14日号）の表紙に、巫女姿で登場したことがある。
- 山中秀樹（元フジテレビアナウンサー）は、同郷人かつ早稲田大学の同期であり、また放送研究会でも一緒だった。杉浦は自身が『7時のニュース』を担当していた当時、山中が『7時のニュース』での杉浦のアナウンスをチェックしていて、彼から厳しいアドバイスを度々もらっていたことを明かしていた[2]。
- 正職員アナウンサーとしては2018年の60歳の誕生日時点で定年退職の時期を迎えていたが、2018年4月より故郷でもあるNHK広島放送局嘱託として勤務していた。しかし2023年11月30日付で42年8ヶ月在職した日本放送協会を退職。退職後は広島原子爆弾被爆者二世という自身の成り立ちを生かし、原爆の語り部として再出発することを明らかにしている[3]。

## NHK時代の出演番組
東京アナウンス室時代（1度目）（1981年春 - 1984年夏）
- テレビ気象台（1982年4月 - 1983年3月）
- きょうの料理「お菓子」（1982年4月 - 1983年3月）
- NHKニュースワイド（月 - 金：リポーター/土：天気キャスター、1983年4月 - 1984年夏）
- ふるさと競演（クイズ出題）
- 第34回NHK紅白歌合戦（テレビ中継、1983年12月31日）

大阪放送局時代（1度目）（1984年夏 - 1986年夏）
- きょうの料理
- NHKニュースワイドきんき（1985年春 - 1986年夏）
- 御堂筋パレード（中継キャスター）
- 全国女子駅伝 中継特番（キャスター）
- センバツ高校野球大会 開会式（中継リポーター）
- 大鳴門橋開通 中継特番（キャスター、1985年6月5日）
- 夏季ユニバーシアード神戸大会 開会式中継（キャスター、1985年8月24日）

東京アナウンス室時代（2度目）（1986年夏 - 1991年夏）
- NHKニュース (午後7時)（1986年9月 - 1988年3月）
- 歌謡パレード‘88（司会、1988年4月 - 1989年3月）
- 思い出のメロディー（司会、1988年・1989年・1990年）
- NHK特集『夏服の少女たち 〜昭和20年8月6日〜』（ナビゲーター、1988年8月6日）
- 第39回NHK紅白歌合戦（総合司会、1988年12月31日）
- 歌謡パレード（司会、1989年4月 - 1991年3月）
- 連続テレビ小説『青春家族』（ナレーション、1989年4月 - 9月）
- 第40回NHK紅白歌合戦（ブラジル・サンパウロ会場　司会、1989年12月31日）
- 第41回NHK紅白歌合戦（客席進行役、1990年12月31日）
- 古賀政男記念音楽大賞（司会）
- 日本作詩大賞（司会）
- 歌舞伎その魅力
- 歌謡スペシャル（司会、1988年4月 - 1991年3月）

広島放送局時代（1度目）（1991年夏 - 1995年夏）
- イブニングネットワークひろしま（キャスター、1991年秋 - 1992年春）
- ニュースポートひろしま（キャスター、1992年春 - 1993年）
- NHKスペシャル『ヒロシマに一番電車が走った』（キャスター・ナレーション、1993年夏）
- 泣いて笑って歌って（ヒロシマの女性シニアコーラス「トワ・エ・モア」）（取材制作ナレーション、1993年12月）
- 被爆50年・レバノンの子どもたちによる「平和の太陽」表彰式（司会、1995年夏）

東京アナウンス室時代（3度目）（1995年夏 - 2007年夏）
- 列島リレー（3代目キャスター、1995年8月 - 1996年3月）
- NHKネットワークニュース（1996年4月 - 1997年3月）
- 首都圏ネットワーク（1997年4月 - 1998年3月）
- 教育トゥデイ（1998年4月 - 1999年9月）
- 少年少女プロジェクト特集『ききたい！10代の言い分』（1998年4月 - 2000年11月）
- どうぶつ家族（ナレーション、1999年4月 - 2000年3月）
- 生活ほっとモーニング（1999年10月 – 2005年3月）
- 新日本紀行ふたたび〜NHKアーカイブス〜
- NHKスペシャル『サダコ〜ヒロシマの少女と20世紀〜』（ナレーション、1999年8月6日）
- 『司馬遼太郎「アメリカ素描」を行く』（ナレーション、2003年1月4日）[4]
- NHKスペシャル『核の時代に生きる人間の記録～ヒロシマ・ナガサキの映像は問いかける～』（キャスター、2003年8月15日）
- 平和巡礼2005〜ヒロシマ・ナガサキ平和コンサート〜（司会、2005年8月6日・9日）
- 新日本紀行ふたたび（ナレーション、2004年4月 - 2007年3月)
- NHK俳句（司会、2005年4月 - 2007年3月）
- 教育TV SHOWケース（進行役、2005年4月 - 2006年3月）
- 芸術劇場（演劇）（司会、2005年4月 - 2006年3月）
- 没後10年 杉村春子特番（司会、2007年4月）[5]

広島放送局時代（2度目）（2007年夏 - 2013年春）
- 広島県・中国地方のニュースと気象情報
- 中国路ろうどく散歩（制作、朗読）
- ヒバクシャからの手紙（進行役と手紙の朗読 役、2007年 - 2012年の8月6日前後の夜に放送ほか、周山制洋アナウンサーのちに大木浩司アナウンサーとともに）
- 吉永小百合 平和の絆コンサート（司会、2010年夏）
- おはようちゅうごく（キャスター、2012年4月 - 2013年3月）

大阪放送局時代（2度目）（2013年春 - 2018年春）
- すてきにハンドメイド（2013年春 - 2018年春）
- こころの時代（2015年 - ）
- ともに迎えたい 阪神淡路大震災20年〜みんな大切なひとり〜（ラジオ第1/手紙の朗読・進行 役、2015年1月17日）
- 連続テレビ小説『あさが来た』（ナレーション、2015年9月28日 - 2016年4月2日）
- NHKスペシャル『震度7 何が生死を分けたのか 〜埋もれたデータ 21年目の真実～』（サブナレーション、2016年1月17日）
- NEXT 未来のために『学校へ行きたい 子宮頸がんワクチンと少女たち』（ナレーション、2016年3月10日）
- 関西のニュース・気象情報
- こころの時代

広島放送局時代（3度目）（2018年春 - 2023年11月）
- お好みワイドひろしま「令和5年広島「原爆の日」特集」（ニュースリーダー・ニュース担当、2023年8月6日）[6]
- ひるまえ直送便（キャスター）（水曜日 - 金曜日）（2018年4月 -  2023年3月）[7]
  - 2021年3月までは月曜日 - 金曜日担当
- 広島県・中国地方のラジオニュース（平日月曜日 - 水曜日の10時 - 18時：不定期）
- 広島県・中国地方のニュース
- シリーズ「被爆75年次世代へのメッセージ」(5)「”ゲン”と”すず”が伝えるもの」（2020年4月12日 NHK広島）[8]
- ニュースちゅうごく645（夜勤シフト扱いの時代は、高校野球や国会中継などで『ひるまえ直送便』の休止が多い週に担当。日勤シフト扱いとなってから担当が増加）
- お好み845（前身の『ひろしまニュース845』時代は中国ブロックネット時を含め、高校野球や国会中継などで『ひるまえ直送便』の休止が多い週に担当。同番組の降板後は担当が増加）
- お好みワイドひろしま（2020東京オリンピック・パラリンピックなどの国際大会で時間短縮かつキャスターがアナウンサーのシフト勤務となり、かつ高校野球などで『ひるまえ直送便』が休止となる時に担当）
- NHKニュースおはようちゅうごく（散発的な土曜から日曜の夜勤時に日曜朝を担当）
- お好みサタデー（ローテーション制）
- お好みサンデー（ローテーション制）

## フリー後の出演番組
- NNNドキュメント'24「滝の守り人 清流と生きる夫婦（ふたり）」（日本テレビ、広島テレビ制作、2024年6月） - ナレーション[9]

## 過去のコラム
- 『杉浦圭子のステーション・ブレイク』（サンデー毎日、1988年 - 1990年）

## その他
- 放送人グランプリ特別賞（2005年）
- この他、テレビ・AMラジオ・FM放送のコールサインのアナウンスも担当していた。
- 1990年代後半、いしいひさいちがNHKニュースをパロディで扱う際のキャスターとして、度々藤澤秀敏とペアで登場していた。実際に2人がペアという過去はなく、当時のNHKの顔の象徴として戯画化されたものである。

## 同期のアナウンサー
秋山浩志、井筒屋勝己、沖谷昇、品田公明、島田政男、清水紀雄、谷口聡、中村幸子（旧姓:岩本）、西村晃、畠山智之、堀尾正明、宮本聖二、山田重光。